# Coleophora bogdoensis
Coleophora bogdoensis is een vlinder uit de familie kokermotten (Coleophoridae). De wetenschappelijke naam is voor het eerst geldig gepubliceerd in 2007 door Giorgio Baldizzone & Jukka Tabell.

## Type
- holotype: "male, 04.VI.2001, leg. K. Nupponen, genitalia slide JT 3375"
- instituut: collectie T. & K. Nupponen, Espoo, Finland.
- typelocatie: "Russia, Astrahan oblast, near Bogdo village, Baskunzak salt lake"

De soort komt voor in Europa.